# Bordovice
Bordovice (německy Bordowitz) jsou obec, která se nachází v okrese Nový Jičín v Moravskoslezském kraji, přibližně 4 kilometry západně od Frenštátu pod Radhoštěm. Žije zde 681 obyvatel.

## Název
Jméno vesnice bylo odvozeno od osobního jména Borda totožného s nářečním burda - "silák". Výchozí tvar byl Bordovici a šlo o pojmenování obyvatel vesnice ("Bordovi lidé").

## Historie
První písemná zmínka o obyvatelích obce bordowskich pochází z roku 1581 z Hukvaldského urbáře, v roce 1676 a opět roku 1715 se název psal Bordowitz.

## Obecní správa a politika
Obec se člení na dvě základní sídelní jednotky: Bordovice a Paseky.

### Spolky a sdružení
- Sbor dobrovolných hasičů
- TJ Sokol
- Klub futsalu a malé kopané
- Psí spřežení Ondřeje Brože
- Český svaz žen, místní organizace

## Pamětihodnosti
- Rodný dům partyzána Josefa Drozda[6]

## Obyvatelstvo

Věková struktura obyvatel obce Bordovice roku 2011
Rodinný stav obyvatel obce Bordovice roku 2011
Vzdělání obyvatel obce Bordovice roku 2011

## Rodáci
- Jan Drozd (1914–2005), spisovatel a literární historik
- Josef Drozd (1915–1943), popravený odbojář[6][7]
- Jiří Jaromír Drozd (1924–1984),  malíř, ilustrátor a grafik
- Bohumír Jurek (1914–1883), malíř

### Zajímavost
14. prosince 1853 se v obci narodil František Jan Špaček, který emigroval do Ameriky, kde zemřel 9. prosince 1921. Jeho pravnučka Sissy Spacek je slavná filmová herečka.